# Braunsdorf (Herrschaft)
Die Herrschaft Braunsdorf war eine Grundherrschaft im westlichen Viertel unter dem Manhartsberg bzw. östlichen Viertel ober dem Manhartsberg im Erzherzogtum Österreich unter der Enns, dem heutigen Niederösterreich.

## Ausdehnung
Die Herrschaft Braunsdorf befand sich im Grenzgebiet der Viertelseinteilung und umfasste Gebiete in beiden Vierteln. Zuletzt hatte die Herrschaft die Ortsobrigkeit über Braunsdorf, Roggendorf und Klein-Jetzelsdorf inne. Der Sitz der Verwaltung befand sich im Schloss Braunsdorf.

## Geschichte
Letzter Inhaber war Johann Maria von Collalto und St. Salvator, bevor die Herrschaft nach den Reformen 1848/1849 aufgelöst wurde. Gleichzeitig bestand in Braunsdorf ein an August Ritter von Mertens vergebenes, Liechteinstein'sches Lehensgut, das von der Herrschaft Braunsdorf mitverwaltet wurde.